# Atanycolus comosifrons
Atanycolus comosifrons är en stekelart som beskrevs av Roy D. Shenefelt 1943. Atanycolus comosifrons ingår i släktet Atanycolus och familjen bracksteklar. Inga underarter finns listade.